# تلمبة شهيد وردي (غلزار بردسير)
تلمبة شهيد وردي (بالإنجليزية: Tolombeh-ye Shahid Allah Verdi)‏ هي مستوطنة تقع في إيران في كرمان. يقدر عدد سكانها بـ 102 نسمة .